# Benjamim (romance)
Benjamim, publicado em 1995, é o segundo romance de Chico Buarque. O texto - entregue para a editora ainda sem a última frase, que definiria o desfecho da história - foi escrito durante um ano de intenso trabalho. O resultado é um livro um tanto cinematográfico, como diz o autor: "de certa maneira, as imagens vão me guiando".

## Sobre Benjamim
"O livro é magnificamente bem escrito. O escritor chega à excelência em sua capacidade de captar os detalhes expressivos, de encontrar a imagem exata, e confirma seu domínio absoluto do ritmo. [...] Em momentos assim, o escritor Chico Buarque encontra o compositor Chico Buarque pela via do lirismo, e o resultado não é só alta literatura, mas também uma poesia dolorosa, uma quase-música que embala e comove." — José Geraldo Couto, Folha de S.Paulo
"É uma história de culpas, amarga, densa, quase sufocante. Narrada na terceira pessoa (Estorvo o era na primeira), permite ao narrador conhecer os fatos dos pontos de vista dos vários personagens. A palavra é personagem fundamental do novo romance de Chico, como em seu último disco, Uma palavra, lançado também este ano. Benjamim, o substantivo comum, é o filho predileto. Benjamim Zambraia, o protagonista, não é nem terá sido predileto de ninguém. Está diante do pelotão de fuzilamento na primeira frase do livro. Quando ouve os tiros, sua existência - o tempo é outro personagem - eta-se, como ele já esperava, "do início ao fim, tal qual um filme"." — Jornal da Tarde, 2 de dezembro de 1995